# Canton de Gaillac
Le canton de Gaillac est une circonscription électorale française, située dans le département du Tarn en région Occitanie.

## Géographie
Ce canton est organisé autour de Gaillac dans l'arrondissement d'Albi. 

## Histoire
Le canton est modifié par le décret du 17 février 2014 qui entre en vigueur lors des élections départementales de mars 2015 ; le nombre de communes du canton passe de 12 à 3. Il conserve son chef-lieu, Gaillac, ainsi que les communes de Brens et Broze. Les autres communes sont englobées dans le canton des Deux Rives.

## Représentation

### Conseillers d'arrondissement (de 1833 à 1940)
Le canton de Gaillac avait deux conseillers d'arrondissement.
Il appartenait à l'arrondissement de Gaillac jusqu'à sa disparition en 1926.
| Période                                  | Période          | Identité                                                       | Étiquette                | Qualité |
| ---------------------------------------- | ---------------- | -------------------------------------------------------------- | ------------------------ | --- |
| 1833                                     | 1845             | Benjamin de Lacombe (1796-1882)                                |                          | Propriétaire à Gaillac                                                                                      |
| 1833                                     | 1839             | M. Rest                                                        |                          | Propriétaire à Gaillac                                                                                      |
| 1839                                     | 1845             | Louis Edmond Constans (1809-1882)                              |                          | Avocat, adjoint au maire de Gaillac                                                                         |
| 1845                                     | 1848             | M. Blanc ainé                                                  |                          | Propriétaire à Gaillac                                                                                      |
| 1845                                     | 1848             | Charles Marie Guillaume Édouard Théron de Montaugé (1801-1867) |                          | Juge de paix à Gaillac                                                                                      |
| 1848                                     | 1852             | Maximin Vialar                                                 |                          | Propriétaire à Gaillac                                                                                      |
| 1848                                     |                  | Dieudonné Mercadier                                            |                          | Avocat à Gaillac                                                                                            |
| 1852                                     |                  | M. Roudet                                                      |                          | Notaire |
|                                          |                  |                                                                |                          | |
| 1871                                     |                  | Charles Bousquet                                               | Républicain              | Banquier, propriétaire, adjoint au maire de Gaillac                                                         |
| 1883                                     | 1893 (démission) | Louis Ichard                                                   | Républicain              | Avocat, suppléant du juge de paix à Gaillac, maire de Bernac (1876-1896)                                    |
| 1893                                     |                  | Adrien Mercadier                                               | Républicain opportuniste | Viticulteur, maire de Senouillac                                                                            |
| 1895                                     | 1901             | Léopold Rey                                                    | Républicain opportuniste | Médecin, adjoint au maire de Gaillac                                                                        |
|                                          |                  |                                                                |                          | |
| 1922                                     | 1931             | Pierre Loubat                                                  | Radical                  | Médecin à Gaillac, Sénateur (1927-1944)                                                                     |
| 1922                                     | 1928             | M. Puech                                                       | Radical                  | |
| 1928                                     | 1940             | Julien Lestang                                                 | Radical                  | Propriétaire à Gaillac                                                                                      |
| 1931                                     | 1940             | Albert Bounès                                                  | Radical                  | Commissionnaire en vins, Lagrave                                                                            |
| 1940                                     |                  |                                                                |                          | Les conseils d'arrondissement ont été suspendus par la loi du 12 octobre 1940 et n'ont jamais été réactivés |
| Les données manquantes sont à compléter. |                  |                                                                |                          | |

### Conseillers généraux de 1833 à 2015
| Période | Période      | Identité                          | Étiquette                | Qualité |
| ------- | ------------ | --------------------------------- | ------------------------ | --- |
| 1833    | 1836         | Joseph Bermond (1759-1838)        | Majorité ministérielle   | Maire de Gaillac (1833-1837) Député (1831-1834)                                                                      |
| 1836    | 1848         | Louis Bermond (fils du précédent) |                          | Propriétaire à Gaillac                                                                                               |
| 1848    | 1852         | Joseph Rigal                      | Républicain              | Médecin en chef à l'hôpital de Gaillac Député (1849-1852) Maire de Gaillac (1830-1833, 1848-1850)                    |
| 1852    | 1870         | Benjamin de Lacombe (1796-1882)   |                          | Propriétaire, conseiller municipal de Gaillac, ancien conseiller d'arrondissement                                    |
| 1870    | 1883         | Pascal Rigal                      | Républicain              | Médecin (chirurgien à l'hospice de Gaillac) Sénateur (1882-1889)                                                     |
| 1883    | 1901         | Ludovic Dupuy-Dutemps             | Républicain Progressiste | Avocat - Maire de Gaillac (1881-1890) Député (1889-1898) Ministre (1895)                                             |
| 1901    | 1907         | Léopold Rey                       | Républicain              | Docteur-médecin, adjoint au maire de Gaillac, conseiller d'arrondissement                                            |
| 1907    | 1931 (décès) | Adrien Robert                     | Républicain-Rad.         | Notaire Maire de Labastide-de-Lévis                                                                                  |
| 1931    | 1940         | Pierre Loubat                     | Rad.                     | Médecin à Gaillac, conseiller d'arrondissement Sénateur (1927-1944)                                                  |
|         |              |                                   |                          | |
| 1942    | 1945         | François-Joseph Garraud           |                          | Vice-Président de la Chambre de commerce d'Albi Maire de Gaillac (1941-1944) Nommé conseiller départemental en 1942  |
|         |              |                                   |                          | |
| 1945    | 1951         | Roger Navarrot                    | SFIO                     | Gérant d'une coopérative agricole Maire de Gaillac (1944-1945)                                                       |
| 1951    | 1958         | Eloi Buffel                       | Rad.                     | Viticulteur Maire de Senouillac (1929-1965)                                                                          |
| 1958    | 1976         | Henri Yrissou                     | CNIP                     | Inspecteur des Finances Député (1958-1962) Maire de Gaillac (1956-1977)                                              |
| 1976    | 2008         | Charles Pistre                    | PS                       | Professeur de lycée Député (1978-1993) Suppléant du député Thierry Carcenac (1997-2002) Maire de Gaillac (1995-2005) |
| 2008    | 2015         | Michèle Rieux                     | PS                       | Psychologue retraitée Maire de Gaillac (2005-2014)                                                                   |

### Conseillers départementaux à partir de 2015
| Période élective | Période élective | Mandat | Mandat       | Identité           | Nuance | Nuance | Qualité                                                                                     |
| ---------------- | ---------------- | ------ | ------------ | ------------------ | ------ | ------ | ------------------------------------------------------------------------------------------- |
| 2015             | 2021             | 2015   | 2021         | Évelyne Bretagne   |        | LREM   | Expert-comptable, Brens, conseillère municipale (opposition) depuis 2020                    |
| 2015             | 2021             | 2015   | octobre 2020 | Patrice Gausserand |        | UDI    | Cadre, maire de Gaillac de 2014 à 2020 - démis de ses fonctions sur condamnation judiciaire |
| 2015             | 2021             | 2020   | 2021         | Francis Ruffel     |        | DVD    | Premier adjoint au maire de Gaillac                                                         |
| 2021             | 2028             | 2021   | en cours     | Evelyne Bretagne   |        | HOR    | Conseillère sortante, membre d'Horizons                                                     |
| 2021             | 2028             | 2021   | en cours     | Francis Ruffel     |        | DVD    | Conseiller sortant                                                                          |

### Résultats détaillés

#### Élections de mars 2015
À l'issue du 1er tour des élections départementales de 2015, deux binômes sont en ballottage : Évelyne Bretagne et Patrice Gausserand (DVD) avec 36,99 % et Renée-Christine Calmels et Thierry Gourc (FN) avec 25,9 %. Le taux de participation est de 54,04 % (6 340 votants sur 11 731 inscrits) contre 58,71 % au niveau départemental et 50,17 % au niveau national.
Au second tour, Evelyne Bretagne et Patrice Gausserand sont élus avec 68,95 % des suffrages exprimés et un taux de participation de 54,71 % (3 791 voix pour 6 418 votants et 11 731 inscrits).
En 2020, Patrice Gausserand, condamné pour abus de pouvoir et prise illégale d'intérêts par la cour judiciaire d'Albi (confirmé en appel par la cour de de Toulouse), a été déchu de ses fonctions de conseiller départemental ainsi que de tous ses autres mandats en cours. Son suppléant, Francis Ruffel, a pris sa succession.
Évelyne Bretagne est LREM.

#### Élections de juin 2021
Le premier tour des élections départementales de 2021 est marqué par un très faible taux de participation (33,26 % au niveau national). Dans le canton de Gaillac, ce taux de participation est de 35,13 % (4 305 votants sur 12 254 inscrits) contre 39,08 % au niveau départemental. À l'issue de ce premier tour, deux binômes sont en ballottage : Evelyne Bretagne et Francis Ruffel (DVD, 32,69 %) et Jean-Marc Aguerre et Alice Gautreau (DVG, 23,99 %).
Le second tour des élections est marqué une nouvelle fois par une abstention massive équivalente au premier tour. Les taux de participation sont de 34,36 % au niveau national, 39,14 % dans le département et 34,87 % dans le canton de Gaillac. Evelyne Bretagne et Francis Ruffel (DVD) sont élus avec 53,92 % des suffrages exprimés (2 090 voix pour 4 273 votants et 12 255 inscrits),,.

## Composition

### Composition avant 2015
Le canton comprenait douze communes.
| Nom                 | Code Insee | Codepostal | Superficie (km2) | Population (dernière pop. légale) | Densité (hab./km2) |
| ------------------- | ---------- | ---------- | ---------------- | --------------------------------- | ------------------ |
| Gaillac (chef-lieu) | 81099      | 81600      | 50,93            | 13 820 (2012)                     | 271                |
| Bernac              | 81029      | 81150      | 5,54             | 184 (2012)                        | 33                 |
| Brens               | 81038      | 81600      | 22,79            | 2 223 (2012)                      | 98                 |
| Broze               | 81041      | 81600      | 4,02             | 108 (2012)                        | 27                 |
| Castanet            | 81061      | 81150      | 7,21             | 192 (2012)                        | 27                 |
| Cestayrols          | 81067      | 81150      | 17,03            | 477 (2012)                        | 28                 |
| Fayssac             | 81087      | 81150      | 7,62             | 342 (2012)                        | 45                 |
| Labastide-de-Lévis  | 81112      | 81150      | 14,29            | 987 (2012)                        | 69                 |
| Lagrave             | 81131      | 81150      | 9,46             | 1 952 (2012)                      | 206                |
| Montans             | 81171      | 81600      | 32,43            | 1 375 (2012)                      | 42                 |
| Rivières            | 81225      | 81600      | 9,57             | 948 (2012)                        | 99                 |
| Senouillac          | 81283      | 81600      | 15,01            | 1 084 (2012)                      | 72                 |

### Composition depuis 2015
Le canton comprend désormais trois communes entières.
| Nom                             | Code Insee | Intercommunalité                  | Superficie (km2) | Population (dernière pop. légale) | Densité (hab./km2) | Modifier                                    |
| ------------------------------- | ---------- | --------------------------------- | ---------------- | --------------------------------- | ------------------ | ------------------------------------------- |
| Gaillac (bureau centralisateur) | 81099      | CA Gaillac Graulhet Agglomération | 50,93            | 16 080 (2022)                     | 316                | modifier les données · modifier les données |
| Brens                           | 81038      | CA Gaillac Graulhet Agglomération | 22,79            | 2 418 (2022)                      | 106                | modifier les données · modifier les données |
| Broze                           | 81041      | CA Gaillac Graulhet Agglomération | 4,02             | 106 (2022)                        | 26                 | modifier les données · modifier les données |
| Canton de Gaillac               | 8111       |                                   | 77,74            | 18 604 (2022)                     | 239                | modifier les données                        |

## Démographie

### Démographie avant 2015
| 1962   | 1968   | 1975   | 1982   | 1990   | 1999   | 2006   | 2011   | 2012   |
| ------ | ------ | ------ | ------ | ------ | ------ | ------ | ------ | ------ |
| 14 598 | 16 240 | 16 459 | 16 707 | 17 071 | 18 588 | 21 364 | 23 377 | 23 692 |

### Démographie depuis 2015
En 2022, le canton comptait 18 604 habitants, en évolution de +5,31 % par rapport à 2016 (Tarn : +2,52 %, France hors Mayotte : +2,11 %).
| 2013   | 2018   | 2022   |
| ------ | ------ | ------ |
| 16 693 | 17 778 | 18 604 |